# Leopoldo II del Sacro Imperio Romano Germánico
Leopoldo de Habsburgo-Lorena (Viena, 5 de mayo de 1747 - Viena, 1 de marzo de 1792) fue un archiduque austriaco y luego emperador del Sacro Imperio Romano Germánico. Era hijo de los emperadores María Teresa de Habsburgo y Francisco I de Lorena. Gran Duque de Toscana (1765-1790), Emperador del Sacro Imperio Romano Germánico, rey de Hungría y de Bohemia (1790-1792) al fallecer su hermano José II.
Su nombre en alemán era Leopold II von Habsburg-Lothringen.

## Biografía

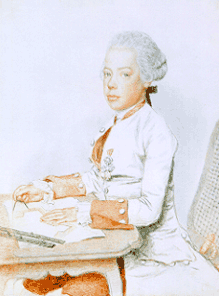
El Archiduque Pedro Leopoldo por Jean-Étienne Liotard en 1762.

Leopoldo nació en Viena, y era el tercer hijo de los emperadores María Teresa de Austria y Francisco I, siendo educado primero para el sacerdocio, pero los estudios teológicos que hizo por obligación, se cree que pudieron haberlo influido en su aversión y posterior oposición contra la Iglesia católica.
En 1753 fue concertado su matrimonio con María Beatriz de Este, heredera del Ducado de Módena. El matrimonio nunca se materializó; en cambio, María Beatriz se casó con el hermano de Leopoldo, el archiduque Fernando.
A la muerte de su hermano mayor, Carlos, en 1761, se decidió que debía suceder a su padre como Gran Duque de Toscana. Su matrimonio se consumaría con la infanta María Luisa de España, hija de Carlos III de España y María Amalia de Sajonia, el 5 de agosto de 1765. Tras la muerte de su padre, Francisco I (18 de agosto de 1765), entonces queda al frente del Gran Ducado. Leopoldo era famoso en Florencia por sus numerosos asuntos extramatrimoniales. Entre sus amantes estaba la condesa Cowper, esposa del 3.er Conde Cowper, quien en compensación por este hecho recibió honores por el hermano de Leopoldo, José II.
Durante su breve reinado se sofocaron las sublevaciones que tuvieron lugar en Hungría y la actual Bélgica. Firmó la paz de Sistova en 1791, que puso fin al conflicto con los turcos, y acordó con Federico Guillermo II de Prusia una alianza contra la Francia revolucionaria. La posible expansión de la revolución francesa resultaba para él una doble amenaza, en su carácter de monarca absoluto y hermano de María Antonieta, reina de Francia. A pesar de ello, se opuso a una intervención armada en Francia.

## Gran Duque de Toscana

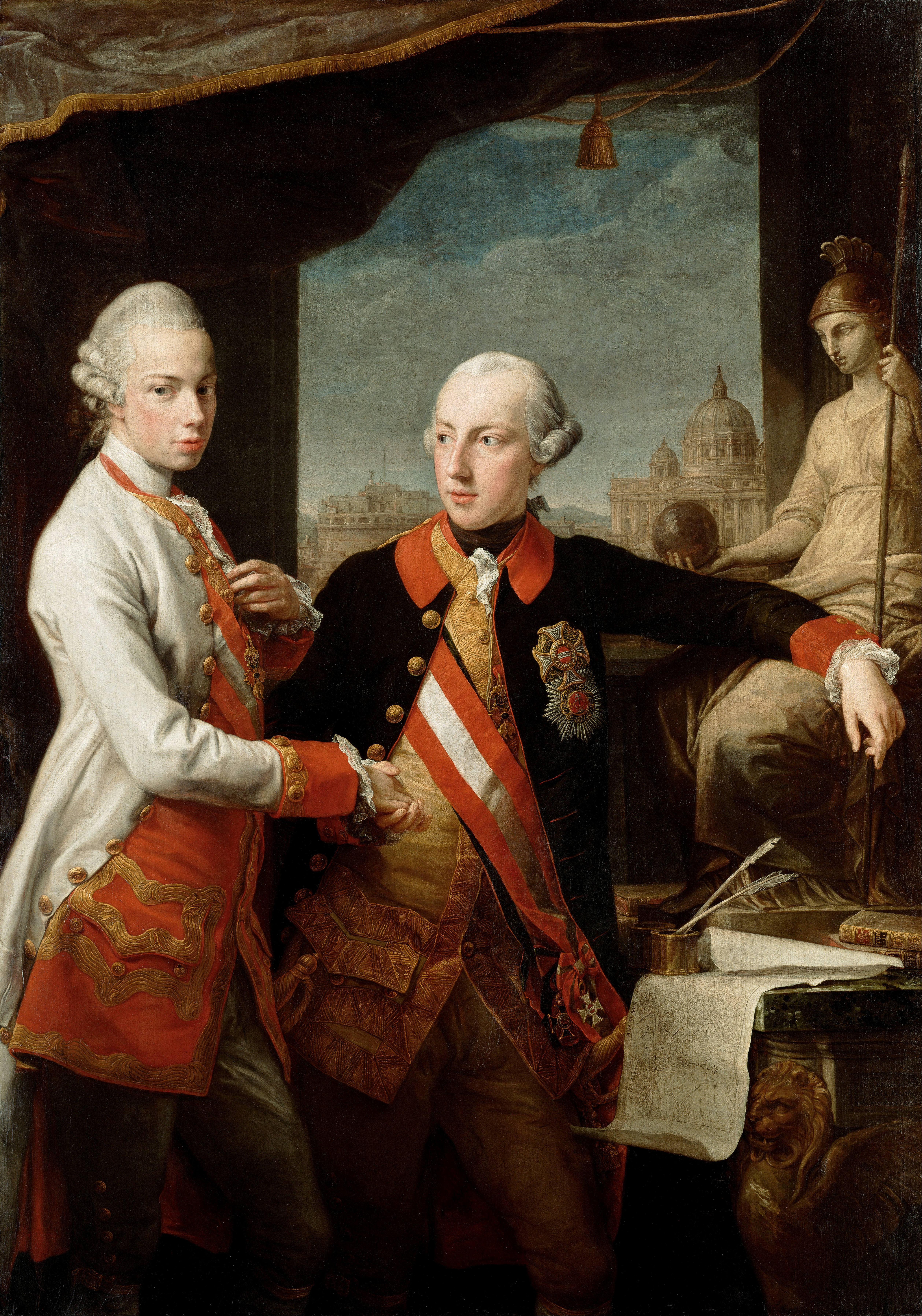
Leopoldo II (izquierda) con su hermano José II de Habsburgo, en 1769.

Durante cinco años, ejerció poco más que autoridad nominal, bajo la supervisión de consejeros designados por su madre. En 1770 hizo un viaje a Viena para asegurar la eliminación de esta tutela vejatoria y regresó a Florencia con las manos libres. Durante los veinte años transcurridos entre su regreso a Florencia y la muerte de su hermano mayor José II en 1790, se dedicó a reformar la administración de su pequeño estado. La reforma fue llevada a cabo con la eliminación de las restricciones ruinosas a la industria y a la libertad personal impuesta por sus predecesores de la Casa de Medici.  Mediante la introducción de un sistema racional de impuestos (reducción de los impuestos) y por la ejecución de obras públicas rentables, como el drenaje del Val di Chiana.
Como no tenía un ejército que mantener y al suprimir la pequeña fuerza naval mantenida por los Médicis, todo su ingreso quedó libre para el mejoramiento de su estado. Leopoldo nunca fue popular entre sus súbditos italianos. Su disposición era fría y retraída. Sus hábitos eran sencillos hasta el borde de la sordidez, aunque podía mostrar el esplendor en ocasiones y no podía dejar de ofender a sus súbditos, que habían aprovechado los abusos del régimen de los Medicis.
Pero su administración constante, consistente e inteligente, que avanzaba paso a paso, llevó al gran ducado a un alto nivel de prosperidad material. Su política eclesiástica, que perturbó las convicciones profundamente arraigadas de su pueblo y lo puso en colisión con el Papa, no tuvo éxito. No pudo secularizar la propiedad de las casas religiosas ni poner al clero bajo el control del poder laico. Sin embargo, su abolición de la pena de muerte fue la primera abolición permanente en los tiempos modernos. El 30 de noviembre de 1786, después de haber bloqueado de hecho las ejecuciones capitales (la última en 1769), Leopoldo promulgó la reforma del código penal con la que abolió la pena de muerte y ordenó la destrucción de todos los instrumentos para la ejecución capital en su tierra. También se prohibió la tortura. 
Leopoldo también aprobó y colaboró en el desarrollo de una constitución política, que se dice haber anticipado por muchos años la promulgación de la constitución francesa y que presentó algunas similitudes con la Declaración de Derechos de Virginia de 1778. El concepto de Leopoldo se basa en el respeto a los derechos políticos de los ciudadanos y la armonía de poder entre el ejecutivo y el legislativo. Sin embargo, no pudo ponerse en práctica porque Leopoldo se trasladó a Viena para convertirse en emperador en 1790 y porque era tan radicalmente nueva que obtuvo la oposición, incluso por aquellos que podrían haberse beneficiado de ella.

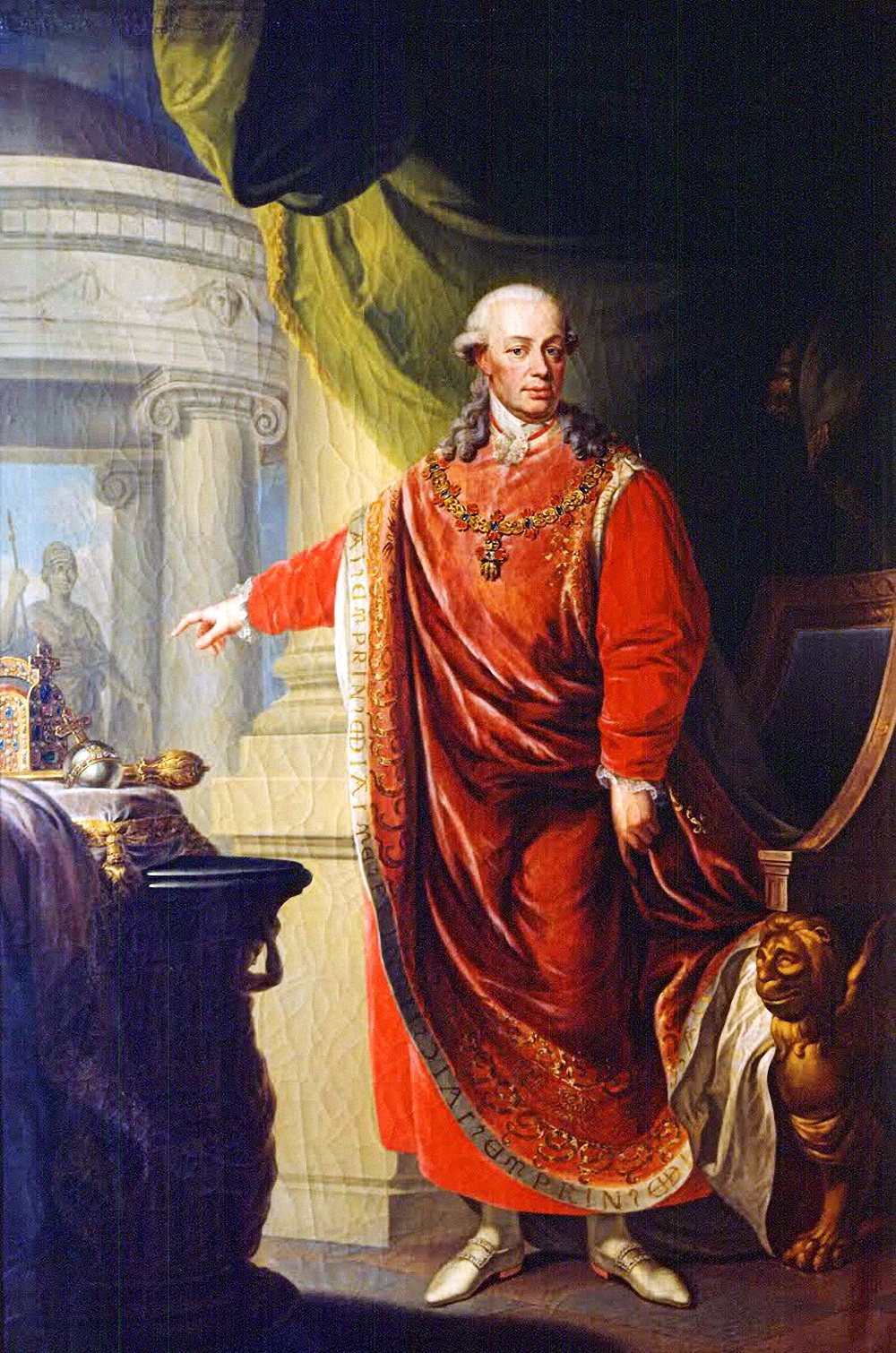
Leopoldo con la Orden del Toisón de Oro.

Sin embargo, Leopoldo desarrolló y apoyó muchas reformas sociales y económicas. La inoculación de la viruela se hizo sistemáticamente disponible y una institución temprana para la rehabilitación de delincuentes juveniles fue fundada. El también introdujo reformas radicales en el sistema de negligencia y trato inhumano de las personas mentalmente enfermas. El 23 de enero de 1774, se estableció la "legge sui pazzi" (ley sobre los locos), la primera de su tipo que se introdujo en toda Europa, permitiendo que se tomasen medidas para hospitalizar a personas consideradas como locas. Unos años más tarde Leopoldo emprendió el proyecto de construcción de un nuevo hospital, el Hospital Bonifacio. Utilizó su habilidad para elegir colaboradores para poner a la cabeza a un joven médico, Vincenzo Chiarugi. Chiarugi y sus colaboradores introdujeron nuevas regulaciones humanitarias en el funcionamiento del hospital y el cuidado de los enfermos mentales, incluyendo la prohibición del uso de cadenas y el castigo físico, y al hacerlo han sido reconocidos como pioneros de lo que más tarde se conoce como El movimiento del tratamiento moral.
Durante los últimos años de su gobierno en Toscana, Leopoldo había comenzado a asustarse por los desórdenes cada vez mayores en los dominios alemán y húngaro de su familia, que eran el resultado directo de los métodos de la cabeza del imperio su hermano. Él y José II estaban tiernamente unidos entre sí y se reunían frecuentemente tanto antes como después de la muerte de su madre. El retrato de Pompeo Batoni en el que aparecen juntos muestra que tenían un fuerte parecido personal entre sí. Pero se puede decir de Leopoldo, como de Fontenelle, que su corazón estaba hecho de cerebros. Sabía que debía suceder a su hermano mayor sin hijos en Austria, y no estaba dispuesto a heredar su impopularidad. Entonces, en 1789 José, que se sabía a sí mismo muriendo, le pidió que viniera a Viena y se convirtiera en co-regente, Leopoldo evadió fríamente la petición.
Todavía estaba en Florencia cuando José II murió en Viena el 20 de febrero de 1790, y no dejó su capital italiana hasta el 3 de marzo de 1790, al mediodía.

## Emperador del Sacro Imperio

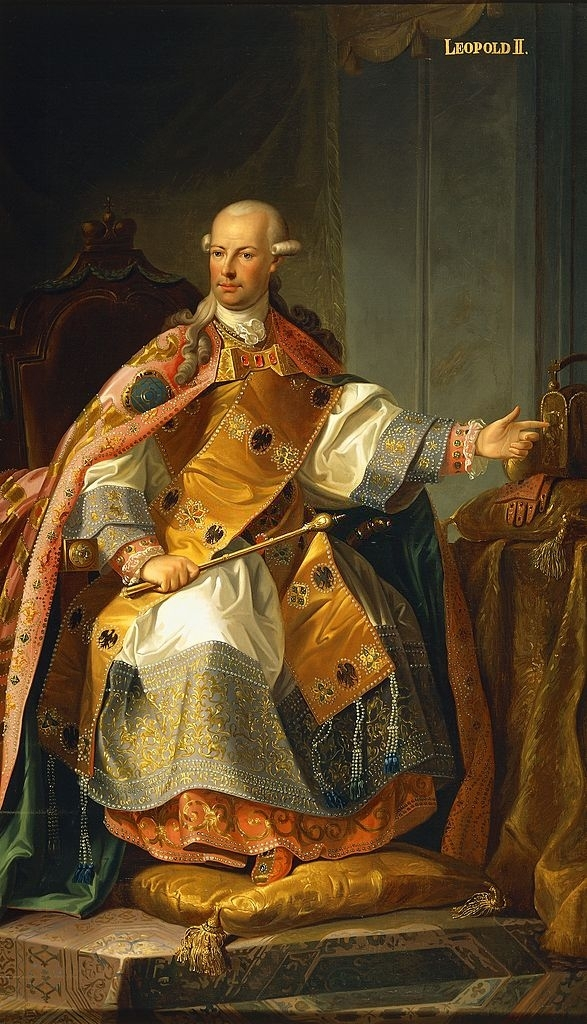
Leopoldo en sus ropas de coronación en 1790.

Leopoldo, durante su gobierno en Toscana, había mostrado una tendencia especulativa a conceder a sus súbditos una constitución. Cuando llegó a gobernar en tierras austríacas, empezó haciendo grandes concesiones a los intereses ofendidos por las innovaciones de su hermano. Reconoció a los Estados de sus diferentes dominios como "los pilares de la monarquía", pacificó a los húngaros y a los bohemios y dividió a los insurgentes en los Países Bajos Austriacos (ahora Bélgica) mediante concesiones. Cuando estas fracasaron en restaurar el orden, marchó con tropas al país y restableció su propia autoridad y al mismo tiempo las franquicias históricas de los flamencos. Sin embargo, no renunció a ninguna parte que pudiera ser retenida de lo que María Teresa y José habían hecho para fortalecer las manos del estado. Continuó, por ejemplo, a insistir en que ninguna bula papal podía ser publicada en sus dominios sin su consentimiento (placetum regium). Una de las acciones más duras que Leopoldo tomó para aplacar a las comunidades nobles de los distintos dominios Habsburgo fue emitir un decreto el 9 de mayo de 1790, que obligó a miles de siervos bohemios liberados por su hermano José, a regresar a la servidumbre.
Leopoldo vivió apenas dos años después de su ascensión como Emperador del Sacro Imperio Romano, durante ese período fue presionado por el peligro del oeste y del este por igual. Los crecientes desórdenes revolucionarios en Francia pusieron en peligro la vida de su hermana María Antonieta de Austria, reina de Luis XVI, también amenazando sus propios dominios con la propagación de la agitación subversiva. Su hermana le envió apasionados llamamientos de socorro y fue molestado por los emigrantes realistas, quienes no querían la intervención armada en Francia.
Desde el este estaba amenazado por la agresiva ambición de Catalina II de Rusia y por la política inescrupulosa de Prusia. Catalina habría estado encantada de ver a Austria y Prusia embarcarse en una cruzada en la causa de los reyes contra la Revolución Francesa. Mientras más allá del Rin, ella habría anexado lo que quedaba de Polonia e hizo conquistas contra el Imperio Otomano. Leopoldo II no tuvo ninguna dificultad en ver a través de la astucia, más bien transparente, de la emperatriz rusa y se negó a ser engañado.

Mapa del Sacro Imperio en 1789.

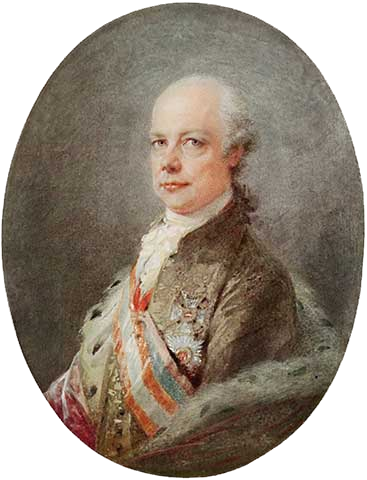
Leopoldo en los últimos meses de su vida.

A su hermana le dio buenos consejos y promesas de ayuda si ella y su esposo podían escapar de París. A los emigrados que le siguieron con obstinación se les negó audiencia y cuando se les otorgó, les fue negada perentoriamente toda ayuda. Leopoldo era un político demasiado bueno para no quedarse satisfecho de la destrucción del poder de Francia y de su influencia en Europa por sus trastornos internos. En las seis semanas posteriores a su adhesión, mostró su desprecio por la debilidad de Francia al desbaratar prácticamente el tratado de alianza hecho por María Teresa en 1756 y abrir negociaciones con Gran Bretaña para imponer un control sobre Rusia y Prusia.
Leopoldo ejerció presión sobre Gran Bretaña amenazando con ceder su parte de los Países Bajos a Francia. Entonces, cuando estaba seguro del apoyo británico, estaba en condiciones de desconcertar las intrigas de Prusia. Una apelación personal a Federico Guillermo II llevó a una conferencia entre ellos en Reichenbach en julio de 1790, llegando a un arreglo que era de hecho una derrota para Prusia: Coronación de Leopoldo como rey de Hungría el 11 de noviembre de 1790, precedido por un establecimiento con la dieta, en la que reconoció la posición dominante de los magiares. Ya había hecho una tregua de ocho meses con los turcos en septiembre, lo que preparó el camino para la terminación de la guerra iniciada por José II. La pacificación de sus dominios orientales dejó a Leopoldo libre para restablecer el orden en Bélgica y para confirmar relaciones de amistad con Gran Bretaña y los Países Bajos.
Durante 1791, el emperador permaneció cada vez más preocupado por los asuntos de Francia. En enero, tuvo que despedir al conde de Artois (después Carlos X de Francia) de una manera muy perentoria. Su buen sentido se vio revuelto por la locura de los emigrados franceses, e hizo todo lo posible para evitar ser enredado en los asuntos de ese país. Los insultos infligidos a Luis XVI y María Antonieta, sin embargo, en el momento de su intento de huida a Varennes en junio, provocaron su indignación, e hizo un llamamiento general en la Circular de Padua a los soberanos de Europa para tomar medidas comunes con vistas a Acontecimientos que "comprometían inmediatamente el honor de todos los soberanos y la seguridad de todos los gobiernos". Sin embargo, estaba más directamente interesado en las negociaciones con Turquía, que en junio llevó a una paz definitiva, el Tratado de Sistova fue firmado en agosto de 1791.
El 25 de agosto de 1791, conoció al rey de Prusia en el castillo de Pillnitz, cerca de Dresde, y redactó la Declaración de Pillnitz, declarando su disposición a intervenir en Francia, siempre y cuando su asistencia fuera solicitada por las demás potencias. La declaración era una mera formalidad, ya que, como Leopoldo sabía, ni Rusia ni Gran Bretaña estaban preparadas para actuar, y se esforzó por protegerse contra el uso que preveía que los emigrados tratarían de hacer de él. Frente a la reacción en Francia de la Declaración de Pillnitz, de las intrigas de los emigrados y de los ataques de los revolucionarios franceses sobre los derechos de los príncipes alemanes en Alsacia, Leopoldo seguía esperando que no fuera necesaria una intervención. Cuando Luis XVI juró la constitución de septiembre de 1791, el emperador profesó pensar que se había llegado a un acuerdo en Francia. Los ataques a los derechos de los príncipes alemanes en la orilla izquierda del Rin y la violencia cada vez mayor de los partidos de París, que estaban agitando para provocar la guerra, pronto mostraron, sin embargo, que esta esperanza era vana. Leopoldo quería hacer frente al desafío de los revolucionarios en Francia con dignidad y temperamento, sin embargo el efecto de la Declaración de Pillnitz era contribuir a la radicalización de su movimiento político. Murió repentinamente en Viena, en marzo de 1792, aunque algunos dijeron que fue envenenado o asesinado en secreto.

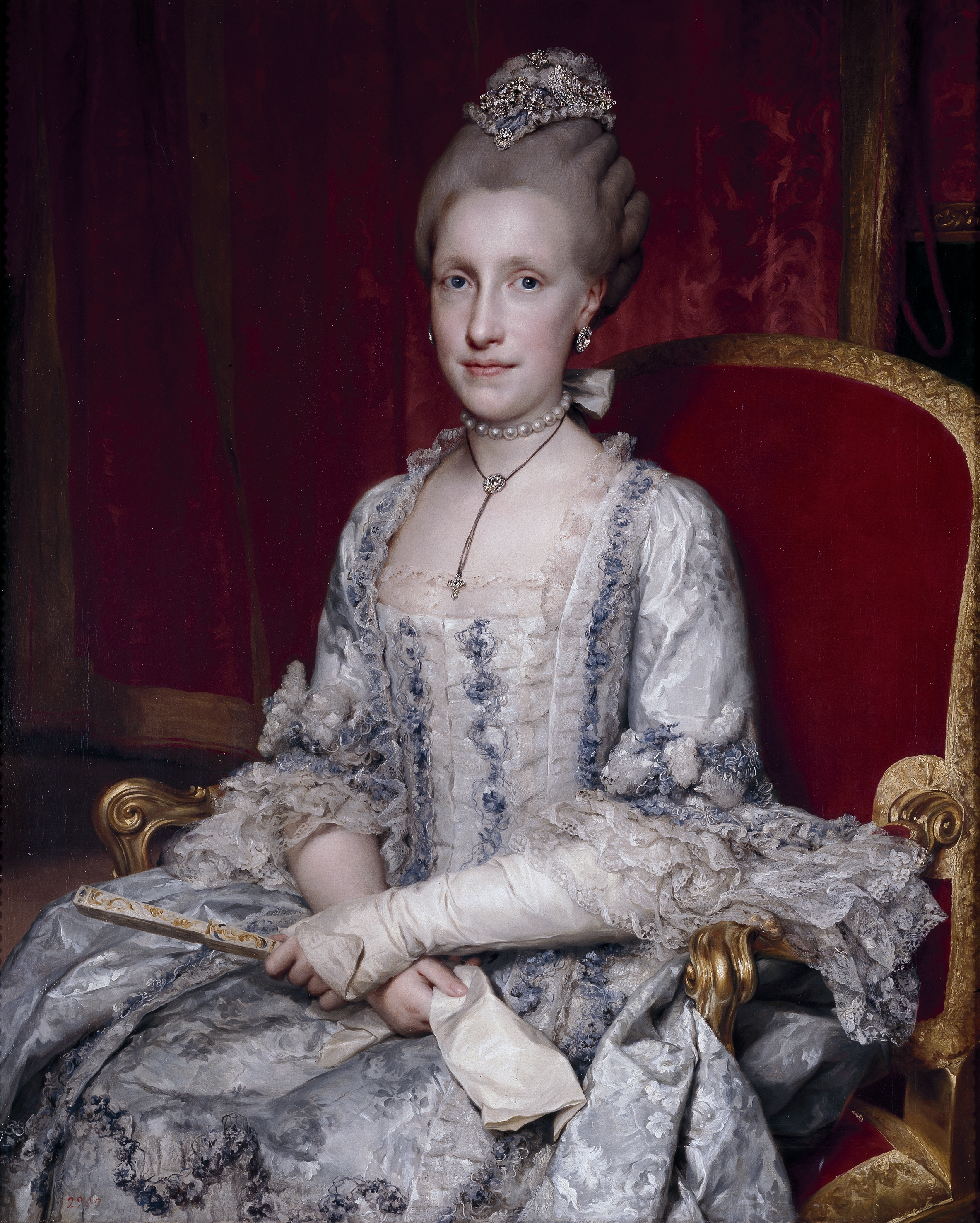
María Luisa de Borbón, esposa de Leopoldo II, en un retrato de 1770 por Mengs.

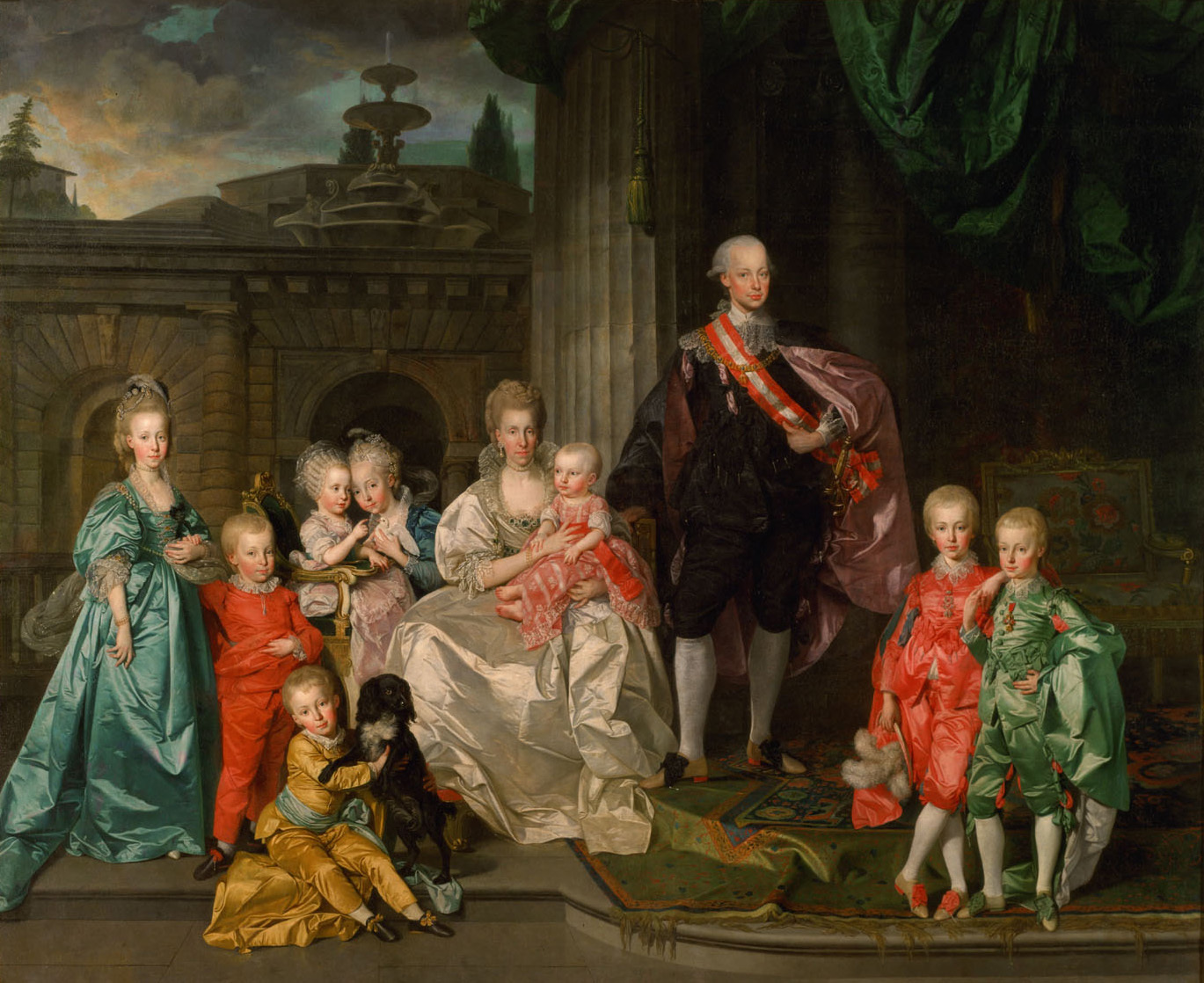
La familia de Leopoldo como Gran Duque de Toscana en 1776.

### Matrimonio y descendencia
Contrajo matrimonio con la infanta María Luisa de Borbón (1745-1792), hija de Carlos III de España y María Amalia de Sajonia. Este matrimonio resultó ser sumamente prolífico, pues tuvieron dieciséis hijos, de los cuales catorce llegaron a nacer vivos y alcanzaron la madurez. Al igual que sus padres antes que él, Leopoldo tuvo dieciséis hijos, siendo el mayor de sus ocho hijos su sucesor, el emperador Francisco II. Algunos de sus otros hijos fueron personajes prominentes en su día. Entre ellos estaban: Fernando III, Gran Duque de Toscana; el archiduque Carlos de Austria, un famoso soldado; Archiduque Juan de Austria, también soldado; Archiduque José, Palatino de Hungría; y el archiduque Raniero, Virrey de Lombardía-Venecia. Sus hijos fueron:
- María Teresa (1767-1827), casada con Antonio, Rey de Sajonia. Tuvo cuatro hijos.
- Francisco II (1768-1835), llegaría a ser Emperador de Austria. Tuvo doce hijos.
- Fernando III (1769-1824), Gran Duque de Toscana. Tuvo seis hijos.
- María Ana (1770-1809). Abadesa del convento teresiano de Praga. No tuvo descendencia.
- Carlos (1771-1847), vencedor de la Batalla de Aspern-Essling. Tuvo siete hijos.
- Alejandro Leopoldo (1772-1795), Nádor de Hungría. Murió soltero. No tuvo descendencia.
- Alberto (1773-1774). Murió en la infancia.
- Maximiliano (1774-1778). Murió en la infancia.
- José Antonio (1776-1847), casado con Alejandra Pávlovna Románova, que sucedió a su hermano como Nádor de Hungría. Tuvo ocho hijos.
- María Clementina (1777-1801), contrajo matrimonio con Francisco, futuro Rey de las Dos Sicilias. Tuvo dos hijos.
- Antonio Víctor (1779-1835), brevemente Arzobispo-Elector de Colonia y después Gran Maestro de la Orden Teutónica. Sin descendencia.
- María Amalia (1780-1798). Sin descendencia.
- Juan (1782-1859), príncipe de Estiria. Tuvo un hijo.
- Raniero (1783-1853). Tuvo ocho hijos.
- Luis (1784-1864). Tuvo una hija.
- Rodolfo (1788-1831), Cardenal-Arzobispo de Olomouc, protector de Schüler y Beethoven. Sin descendencia.

Le sucedió su hijo Francisco II, el último emperador del Sacro Imperio Romano y el primero de Austria, (Francisco I).

## Títulos y tratamientos
| ● 5 de mayo de 1747-18 de agosto de 1765:        | Su alteza real Pedro Leopoldo, príncipe imperial y archiduque de Austria, príncipe real de Hungría y Bohemia, príncipe de Toscana    |
| ● 18 de agosto de 1765-30 de septiembre de 1790: | Su alteza real el gran duque de Toscana, príncipe imperial y archiduque de Austria, príncipe real de Hungría y Bohemia               |
| ● 30 de septiembre de 1790-1 de marzo de 1972:   | Su majestad imperial el emperador del Sacro Imperio, rey de Hungría, Bohemia, Croacia Dalmacia, Eslavonia, Galizia, Volinia, et. al. |

## Ancestros
| \| \| \| \| \| \| \| \| \| \| \| \| \| \| \| \| \| \| \| \| 16. Nicolás II de Lorena \| \| \| \| \| \| \| \| \| \| \| \| \| \| \| \| \| \| \| \| \| \| \| \| \| \| \| \| \| \| \| \| \| \| \| \| \| \| \| \| \| \| \| \| \| \| \| \| \| \| \| \| \| \| 8. Carlos V de Lorena \| \| \| \| \| \| \| \| \| \| \| \| \| \| \| \| \| \| \| \| \| \| \| \| \| \| \| \| \| \| \| \| \| \| \| \| \| \| \| \| \| \| \| \| \| \| \| \| \| \| \| \| \| \| 17. Claudia de Lorena \| \| \| \| \| \| \| \| \| \| \| \| \| \| \| \| \| \| \| \| \| \| \| \| \| \| \| \| \| \| \| \| \| \| \| \| \| \| \| \| \| \| \| \| \| \| \| \| \| \| \| \| \| \| 4. Leopoldo I de Lorena \| \| \| \| \| \| \| \| \| \| \| \| \| \| \| \| \| \| \| \| \| \| \| \| \| \| \| \| \| \| \| \| \| \| \| \| \| \| \| \| \| \| \| \| \| \| \| \| \| \| \| \| \| \| 18. Fernando III de Habsburgo \| \| \| \| \| \| \| \| \| \| \| \| \| \| \| \| \| \| \| \| \| \| \| \| \| \| \| \| \| \| \| \| \| \| \| \| \| \| \| \| \| \| \| \| \| \| \| \| \| \| \| \| \| \| 9. Leonor María Josefa de Habsburgo \| \| \| \| \| \| \| \| \| \| \| \| \| \| \| \| \| \| \| \| \| \| \| \| \| \| \| \| \| \| \| \| \| \| \| \| \| \| \| \| \| \| \| \| \| \| \| \| \| \| \| \| \| \| 19. Leonor de Mantua \| \| \| \| \| \| \| \| \| \| \| \| \| \| \| \| \| \| \| \| \| \| \| \| \| \| \| \| \| \| \| \| \| \| \| \| \| \| \| \| \| \| \| \| \| \| \| \| \| \| \| \| \| \| 2. Francisco I del Sacro Imperio Romano Germánico \| \| \| \| \| \| \| \| \| \| \| \| \| \| \| \| \| \| \| \| \| \| \| \| \| \| \| \| \| \| \| \| \| \| \| \| \| \| \| \| \| \| \| \| \| \| \| \| \| \| \| \| \| \| 20. Luis XIII de Francia \| \| \| \| \| \| \| \| \| \| \| \| \| \| \| \| \| \| \| \| \| \| \| \| \| \| \| \| \| \| \| \| \| \| \| \| \| \| \| \| \| \| \| \| \| \| \| \| \| \| \| \| \| \| 10. Felipe I de Orleans \| \| \| \| \| \| \| \| \| \| \| \| \| \| \| \| \| \| \| \| \| \| \| \| \| \| \| \| \| \| \| \| \| \| \| \| \| \| \| \| \| \| \| \| \| \| \| \| \| \| \| \| \| \| 21. Ana de Austria \| \| \| \| \| \| \| \| \| \| \| \| \| \| \| \| \| \| \| \| \| \| \| \| \| \| \| \| \| \| \| \| \| \| \| \| \| \| \| \| \| \| \| \| \| \| \| \| \| \| \| \| \| \| 5. Isabel Carlota de Orleans \| \| \| \| \| \| \| \| \| \| \| \| \| \| \| \| \| \| \| \| \| \| \| \| \| \| \| \| \| \| \| \| \| \| \| \| \| \| \| \| \| \| \| \| \| \| \| \| \| \| \| \| \| \| 22. Carlos I Luis del Palatinado \| \| \| \| \| \| \| \| \| \| \| \| \| \| \| \| \| \| \| \| \| \| \| \| \| \| \| \| \| \| \| \| \| \| \| \| \| \| \| \| \| \| \| \| \| \| \| \| \| \| \| \| \| \| 11. Isabel Carlota del Palatinado \| \| \| \| \| \| \| \| \| \| \| \| \| \| \| \| \| \| \| \| \| \| \| \| \| \| \| \| \| \| \| \| \| \| \| \| \| \| \| \| \| \| \| \| \| \| \| \| \| \| \| \| \| \| 23. Carlota de Hesse-Kassel \| \| \| \| \| \| \| \| \| \| \| \| \| \| \| \| \| \| \| \| \| \| \| \| \| \| \| \| \| \| \| \| \| \| \| \| \| \| \| \| \| \| \| \| \| \| \| \| \| \| \| \| \| \| 1. Leopoldo II del Sacro Imperio Romano Germánico \| \| \| \| \| \| \| \| \| \| \| \| \| \| \| \| \| \| \| \| \| \| \| \| \| \| \| \| \| \| \| \| \| \| \| \| \| \| \| \| \| \| \| \| \| \| \| \| \| \| \| \| \| \| 24. Fernando III de Habsburgo \| \| \| \| \| \| \| \| \| \| \| \| \| \| \| \| \| \| \| \| \| \| \| \| \| \| \| \| \| \| \| \| \| \| \| \| \| \| \| \| \| \| \| \| \| \| \| \| \| \| \| \| \| \| 12. Leopoldo I de Habsburgo \| \| \| \| \| \| \| \| \| \| \| \| \| \| \| \| \| \| \| \| \| \| \| \| \| \| \| \| \| \| \| \| \| \| \| \| \| \| \| \| \| \| \| \| \| \| \| \| \| \| \| \| \| \| 25. María Ana de Austria \| \| \| \| \| \| \| \| \| \| \| \| \| \| \| \| \| \| \| \| \| \| \| \| \| \| \| \| \| \| \| \| \| \| \| \| \| \| \| \| \| \| \| \| \| \| \| \| \| \| \| \| \| \| 6. Carlos VI del Sacro Imperio Romano Germánico \| \| \| \| \| \| \| \| \| \| \| \| \| \| \| \| \| \| \| \| \| \| \| \| \| \| \| \| \| \| \| \| \| \| \| \| \| \| \| \| \| \| \| \| \| \| \| \| \| \| \| \| \| \| 26. Felipe Guillermo, elector Palatino \| \| \| \| \| \| \| \| \| \| \| \| \| \| \| \| \| \| \| \| \| \| \| \| \| \| \| \| \| \| \| \| \| \| \| \| \| \| \| \| \| \| \| \| \| \| \| \| \| \| \| \| \| \| 13. Leonor Magdalena de Neoburgo \| \| \| \| \| \| \| \| \| \| \| \| \| \| \| \| \| \| \| \| \| \| \| \| \| \| \| \| \| \| \| \| \| \| \| \| \| \| \| \| \| \| \| \| \| \| \| \| \| \| \| \| \| \| 27. Isabel Amalia de Hesse-Darmstadt \| \| \| \| \| \| \| \| \| \| \| \| \| \| \| \| \| \| \| \| \| \| \| \| \| \| \| \| \| \| \| \| \| \| \| \| \| \| \| \| \| \| \| \| \| \| \| \| \| \| \| \| \| \| 3. María Teresa I de Austria \| \| \| \| \| \| \| \| \| \| \| \| \| \| \| \| \| \| \| \| \| \| \| \| \| \| \| \| \| \| \| \| \| \| \| \| \| \| \| \| \| \| \| \| \| \| \| \| \| \| \| \| \| \| 28. Antonio Ulrico de Brunswick-Wolfenbüttel \| \| \| \| \| \| \| \| \| \| \| \| \| \| \| \| \| \| \| \| \| \| \| \| \| \| \| \| \| \| \| \| \| \| \| \| \| \| \| \| \| \| \| \| \| \| \| \| \| \| \| \| \| \| 14. Luis Rodolfo de Brunswick-Luneburgo \| \| \| \| \| \| \| \| \| \| \| \| \| \| \| \| \| \| \| \| \| \| \| \| \| \| \| \| \| \| \| \| \| \| \| \| \| \| \| \| \| \| \| \| \| \| \| \| \| \| \| \| \| \| 29. Isabel de Schleswig-Holstein-Sonderburgo \| \| \| \| \| \| \| \| \| \| \| \| \| \| \| \| \| \| \| \| \| \| \| \| \| \| \| \| \| \| \| \| \| \| \| \| \| \| \| \| \| \| \| \| \| \| \| \| \| \| \| \| \| \| 7. Isabel Cristina de Brunswick-Wolfenbüttel \| \| \| \| \| \| \| \| \| \| \| \| \| \| \| \| \| \| \| \| \| \| \| \| \| \| \| \| \| \| \| \| \| \| \| \| \| \| \| \| \| \| \| \| \| \| \| \| \| \| \| \| \| \| 30. Alberto Ernesto I de Öttingen-Öttingen \| \| \| \| \| \| \| \| \| \| \| \| \| \| \| \| \| \| \| \| \| \| \| \| \| \| \| \| \| \| \| \| \| \| \| \| \| \| \| \| \| \| \| \| \| \| \| \| \| \| \| \| \| \| 15. Cristina Luisa de Oettingen-Oettingen \| \| \| \| \| \| \| \| \| \| \| \| \| \| \| \| \| \| \| \| \| \| \| \| \| \| \| \| \| \| \| \| \| \| \| \| \| \| \| \| \| \| \| \| \| \| \| \| \| \| \| \| \| \| 31. Cristina Federica de Wurtemberg \| \| \| \| \| \| \| \| \| \| \| \| \| \| \| \| \| \| \| \| \| \| \| \| \| \| \| \| \| \| \| \| \| \| \| \| \| \| \| \| \| \| \| \| \| \| \| \| \| \| \| \| |                                                   |  |  |  |  |  |  |  |  |  |  |  |  |  |  |  |
| |                                                   |  |  |  |  |  |  |  |  |  |  |  |  |  |  |  |
| | 16. Nicolás II de Lorena                          |  |  |  |  |  |  |  |  |  |  |  |  |  |  |  |
| |                                                   |  |  |  |  |  |  |  |  |  |  |  |  |  |  |  |
| |                                                   |  |  |  |  |  |  |  |  |  |  |  |  |  |  |  |
| | 8. Carlos V de Lorena                             |  |  |  |  |  |  |  |  |  |  |  |  |  |  |  |
| |                                                   |  |  |  |  |  |  |  |  |  |  |  |  |  |  |  |
| |                                                   |  |  |  |  |  |  |  |  |  |  |  |  |  |  |  |
| | 17. Claudia de Lorena                             |  |  |  |  |  |  |  |  |  |  |  |  |  |  |  |
| |                                                   |  |  |  |  |  |  |  |  |  |  |  |  |  |  |  |
| |                                                   |  |  |  |  |  |  |  |  |  |  |  |  |  |  |  |
| | 4. Leopoldo I de Lorena                           |  |  |  |  |  |  |  |  |  |  |  |  |  |  |  |
| |                                                   |  |  |  |  |  |  |  |  |  |  |  |  |  |  |  |
| |                                                   |  |  |  |  |  |  |  |  |  |  |  |  |  |  |  |
| | 18. Fernando III de Habsburgo                     |  |  |  |  |  |  |  |  |  |  |  |  |  |  |  |
| |                                                   |  |  |  |  |  |  |  |  |  |  |  |  |  |  |  |
| |                                                   |  |  |  |  |  |  |  |  |  |  |  |  |  |  |  |
| | 9. Leonor María Josefa de Habsburgo               |  |  |  |  |  |  |  |  |  |  |  |  |  |  |  |
| |                                                   |  |  |  |  |  |  |  |  |  |  |  |  |  |  |  |
| |                                                   |  |  |  |  |  |  |  |  |  |  |  |  |  |  |  |
| | 19. Leonor de Mantua                              |  |  |  |  |  |  |  |  |  |  |  |  |  |  |  |
| |                                                   |  |  |  |  |  |  |  |  |  |  |  |  |  |  |  |
| |                                                   |  |  |  |  |  |  |  |  |  |  |  |  |  |  |  |
| | 2. Francisco I del Sacro Imperio Romano Germánico |  |  |  |  |  |  |  |  |  |  |  |  |  |  |  |
| |                                                   |  |  |  |  |  |  |  |  |  |  |  |  |  |  |  |
| |                                                   |  |  |  |  |  |  |  |  |  |  |  |  |  |  |  |
| | 20. Luis XIII de Francia                          |  |  |  |  |  |  |  |  |  |  |  |  |  |  |  |
| |                                                   |  |  |  |  |  |  |  |  |  |  |  |  |  |  |  |
| |                                                   |  |  |  |  |  |  |  |  |  |  |  |  |  |  |  |
| | 10. Felipe I de Orleans                           |  |  |  |  |  |  |  |  |  |  |  |  |  |  |  |
| |                                                   |  |  |  |  |  |  |  |  |  |  |  |  |  |  |  |
| |                                                   |  |  |  |  |  |  |  |  |  |  |  |  |  |  |  |
| | 21. Ana de Austria                                |  |  |  |  |  |  |  |  |  |  |  |  |  |  |  |
| |                                                   |  |  |  |  |  |  |  |  |  |  |  |  |  |  |  |
| |                                                   |  |  |  |  |  |  |  |  |  |  |  |  |  |  |  |
| | 5. Isabel Carlota de Orleans                      |  |  |  |  |  |  |  |  |  |  |  |  |  |  |  |
| |                                                   |  |  |  |  |  |  |  |  |  |  |  |  |  |  |  |
| |                                                   |  |  |  |  |  |  |  |  |  |  |  |  |  |  |  |
| | 22. Carlos I Luis del Palatinado                  |  |  |  |  |  |  |  |  |  |  |  |  |  |  |  |
| |                                                   |  |  |  |  |  |  |  |  |  |  |  |  |  |  |  |
| |                                                   |  |  |  |  |  |  |  |  |  |  |  |  |  |  |  |
| | 11. Isabel Carlota del Palatinado                 |  |  |  |  |  |  |  |  |  |  |  |  |  |  |  |
| |                                                   |  |  |  |  |  |  |  |  |  |  |  |  |  |  |  |
| |                                                   |  |  |  |  |  |  |  |  |  |  |  |  |  |  |  |
| | 23. Carlota de Hesse-Kassel                       |  |  |  |  |  |  |  |  |  |  |  |  |  |  |  |
| |                                                   |  |  |  |  |  |  |  |  |  |  |  |  |  |  |  |
| |                                                   |  |  |  |  |  |  |  |  |  |  |  |  |  |  |  |
| | 1. Leopoldo II del Sacro Imperio Romano Germánico |  |  |  |  |  |  |  |  |  |  |  |  |  |  |  |
| |                                                   |  |  |  |  |  |  |  |  |  |  |  |  |  |  |  |
| |                                                   |  |  |  |  |  |  |  |  |  |  |  |  |  |  |  |
| | 24. Fernando III de Habsburgo                     |  |  |  |  |  |  |  |  |  |  |  |  |  |  |  |
| |                                                   |  |  |  |  |  |  |  |  |  |  |  |  |  |  |  |
| |                                                   |  |  |  |  |  |  |  |  |  |  |  |  |  |  |  |
| | 12. Leopoldo I de Habsburgo                       |  |  |  |  |  |  |  |  |  |  |  |  |  |  |  |
| |                                                   |  |  |  |  |  |  |  |  |  |  |  |  |  |  |  |
| |                                                   |  |  |  |  |  |  |  |  |  |  |  |  |  |  |  |
| | 25. María Ana de Austria                          |  |  |  |  |  |  |  |  |  |  |  |  |  |  |  |
| |                                                   |  |  |  |  |  |  |  |  |  |  |  |  |  |  |  |
| |                                                   |  |  |  |  |  |  |  |  |  |  |  |  |  |  |  |
| | 6. Carlos VI del Sacro Imperio Romano Germánico   |  |  |  |  |  |  |  |  |  |  |  |  |  |  |  |
| |                                                   |  |  |  |  |  |  |  |  |  |  |  |  |  |  |  |
| |                                                   |  |  |  |  |  |  |  |  |  |  |  |  |  |  |  |
| | 26. Felipe Guillermo, elector Palatino            |  |  |  |  |  |  |  |  |  |  |  |  |  |  |  |
| |                                                   |  |  |  |  |  |  |  |  |  |  |  |  |  |  |  |
| |                                                   |  |  |  |  |  |  |  |  |  |  |  |  |  |  |  |
| | 13. Leonor Magdalena de Neoburgo                  |  |  |  |  |  |  |  |  |  |  |  |  |  |  |  |
| |                                                   |  |  |  |  |  |  |  |  |  |  |  |  |  |  |  |
| |                                                   |  |  |  |  |  |  |  |  |  |  |  |  |  |  |  |
| | 27. Isabel Amalia de Hesse-Darmstadt              |  |  |  |  |  |  |  |  |  |  |  |  |  |  |  |
| |                                                   |  |  |  |  |  |  |  |  |  |  |  |  |  |  |  |
| |                                                   |  |  |  |  |  |  |  |  |  |  |  |  |  |  |  |
| | 3. María Teresa I de Austria                      |  |  |  |  |  |  |  |  |  |  |  |  |  |  |  |
| |                                                   |  |  |  |  |  |  |  |  |  |  |  |  |  |  |  |
| |                                                   |  |  |  |  |  |  |  |  |  |  |  |  |  |  |  |
| | 28. Antonio Ulrico de Brunswick-Wolfenbüttel      |  |  |  |  |  |  |  |  |  |  |  |  |  |  |  |
| |                                                   |  |  |  |  |  |  |  |  |  |  |  |  |  |  |  |
| |                                                   |  |  |  |  |  |  |  |  |  |  |  |  |  |  |  |
| | 14. Luis Rodolfo de Brunswick-Luneburgo           |  |  |  |  |  |  |  |  |  |  |  |  |  |  |  |
| |                                                   |  |  |  |  |  |  |  |  |  |  |  |  |  |  |  |
| |                                                   |  |  |  |  |  |  |  |  |  |  |  |  |  |  |  |
| | 29. Isabel de Schleswig-Holstein-Sonderburgo      |  |  |  |  |  |  |  |  |  |  |  |  |  |  |  |
| |                                                   |  |  |  |  |  |  |  |  |  |  |  |  |  |  |  |
| |                                                   |  |  |  |  |  |  |  |  |  |  |  |  |  |  |  |
| | 7. Isabel Cristina de Brunswick-Wolfenbüttel      |  |  |  |  |  |  |  |  |  |  |  |  |  |  |  |
| |                                                   |  |  |  |  |  |  |  |  |  |  |  |  |  |  |  |
| |                                                   |  |  |  |  |  |  |  |  |  |  |  |  |  |  |  |
| | 30. Alberto Ernesto I de Öttingen-Öttingen        |  |  |  |  |  |  |  |  |  |  |  |  |  |  |  |
| |                                                   |  |  |  |  |  |  |  |  |  |  |  |  |  |  |  |
| |                                                   |  |  |  |  |  |  |  |  |  |  |  |  |  |  |  |
| | 15. Cristina Luisa de Oettingen-Oettingen         |  |  |  |  |  |  |  |  |  |  |  |  |  |  |  |
| |                                                   |  |  |  |  |  |  |  |  |  |  |  |  |  |  |  |
| |                                                   |  |  |  |  |  |  |  |  |  |  |  |  |  |  |  |
| | 31. Cristina Federica de Wurtemberg               |  |  |  |  |  |  |  |  |  |  |  |  |  |  |  |
| |                                                   |  |  |  |  |  |  |  |  |  |  |  |  |  |  |  |
| |                                                   |  |  |  |  |  |  |  |  |  |  |  |  |  |  |  |

| Predecesor: Francisco II | Gran Duque de Toscana 1765 - 1790                                                                                    | Sucesor: Fernando III                                     |
| Predecesor: José II      | Emperador electo del Sacro Imperio Romano Germánico 1790 - 1792                                                      | Sucesor: Francisco II                                     |
| Predecesor: José II      | Rey de Hungría, Lodomeria, Galitzia Croacia y Bohemia, Eslavonia, Archiduque de Austria y duque de Milán 1790 - 1792 | Sucesor: Francisco II                                     |
| Predecesor: José II      | Soberano de los Países Bajos 1790-1792                                                                               | Sucesora: Francisco II del Sacro Imperio Romano Germánico |